# Aiviekste
Die Aiviekste (deutsch Ewst oder Awex; russisch Айвиексте) ist ein rechter Nebenfluss der Düna in Lettland.
Nach Fläche des Einzugsgebiets ist sie der größte Zufluss zur Düna. Der Fluss entspringt dem Luban-See, nimmt die hauptsächlichen Gewässer Ostlettlands auf und bildet die Grenze zwischen Vidzeme und Latgale. Die Mündung in die Düna bei Pļaviņas ist seit dem Bau eines Wasserkraftwerks überschwemmt.
Im Einzugsgebiet sind viele Wälder sowie ausgedehnte Sumpfgebiete. Im Frühjahr tritt die Aiviekste regelmäßig über die Ufer und überschwemmt weite Teile der flachen Sumpfgebiete. Um den Rückfluss in den Luban-See zu vermindern, wurden teilweise Dämme und Kanäle angelegt. Die größten Zuflüsse sind Pededze und Iča.
Bei Vecsaikava im Bezirk Madona überspannt eine sehenswerte Hängebrücke für Fußgänger und Radfahrer den Fluss.